# Refinería de Castellón
La refinería de Castellón es un complejo petroquímo español que se encuentra situado dentro del Grao del municipio de Castellón de la Plana, en la provincia de Castellón. Las instalaciones se encuentran están operadas por la empresa británica BP y se encuentran situadas junto al puerto de Castellón.

## Historia
En 1964 el Estado otorgó una licencia para levantar una refinería de petróleo en Castellón de la Plana a un consorcio constituido conjuntamente al 50% por el Banco Español de Crédito y la Standard Oil of New Jersey (Esso). Las obras se iniciarían un año después. Las instalaciones comenzaron a operar en 1967, contando la refinería con una capacidad inicial de procesamiento de cuatro millones de Tm anuales. En 1974 el Banesto se convirtió en único accionista de la empresa operadora de la refinería, que pasó a denominarse como «Petróleos del Mediterráneo» (PETROMED). En 1980 la capacidad de producción de las instalaciones fue aumentada a 6 millones de toneladas. En 1991 la compañía multinacional British Petroleum (BP) adquirió la refinería al Banesto.

## Instalaciones
La refinería de Castellón tiene una capacidad de 110 mil barriles diarios desde 2009. Es la única refinería que abastece a las regiones de Valencia y Baleares. Para 2009 las instalaciones empleaban a unas 450 personas. La materia prima, el petróleo crudo, se entrega en barcos especiales. El petróleo crudo entregado se transporta al parque de tanques a través de un oleoducto submarino de 1000 mm y se almacena temporalmente. Desde el almacén central, el petróleo crudo se envía a la planta de procesamiento correspondiente.